# Leucosyke javanica
Leucosyke javanica är en nässelväxtart som beskrevs av Heinrich Zollinger och Mor.. Leucosyke javanica ingår i släktet Leucosyke och familjen nässelväxter. Inga underarter finns listade i Catalogue of Life.